# Микропластика
Микропластика су мали комади пластике који загађују околину. Микропластика није специфична врста пластике, већ било који комад пластике мања од 5 mm дужине према америчкој Националној управи за океане и атмосферу (НОАА). У екосистеме комади пластике доспевају из различитих извора, укључујући козметику, одећу и индустрију.
Тренутно постоје две класификације микропластике. Микропластику делимо на примарну и секундарну. У примарну микропластику спадају било који пластични фрагменти или честице које су величине 5,0 mm или су мање пре него што доспеју у околину. Ту се убрајају микро-влакна (од одеће), микро-перлице и пластичне грануле (полиетиленске грануле од којих се прави пластична амбалажа). Секундарна микропластика је микропластика која настаје распадањем већих пластичних производа након њиховог уласка у околину природним временским процесима. Такви извори секундарне микропластике укључују флаше воде и сокова, рибарске мреже и пластичне кесе, итд. Обе врсте микропластике у окружењу опстају, посебно у воденим и морским екосистемима . 
Поред тога, пластика се разграђује споро, често током стотина, ако не и хиљадама година. То повећава шансу да микропластика буде прогутана, уграђена и акумилирана у тела и ткива многих организама. Читав циклус и кретање микропластике у природи још није познат, али тренутно су у току истраживања како би се одговорило на ово питање. 

## Класификација
Године 2004. израз „микропластика” увео је професор Ричард Томпсон, морски биолог са Универзитета у Плимуту у Великој Британији.
Микропластика је данас широко распрострањена у нашем свету. У 2014. години процењено је да у светским океанима има између 15 и 51 билион појединачних комада микропластике, а процењује се да ће у будућности тежити између 93.000 и 236.000 тона.

### Примарна микропластика
Примарна микропластика су мали комадићи пластике који се наменски производе. Обично се користе у средствима за чишћење лица и козметике или у технологији пескарења. У неким случајевима пријављена је њихова употреба у медицини као преносиоци лекова. Микропластични „пилингери”, који се користе као средстава за чишћење руку и пилинг лица, заменили су природне састојке млевене бадеме, овсене пахуљице и пловућца. Примарна микропластика је такође произведена за употребу у технологији пескања. Овај поступак укључује пескарење акрилних, меламинских или полиестерских микропластичних пилинга на машинама, моторима и чамцима ради уклањања рђе и боја. Како се ови пилинзи користе више пута док се не смање и не изгубе моћ да скидају нежељене честице, постају контаминирани тешким металима попут кадмијума, хрома и олова. Иако су се многе компаније обавезале да смање производњу микро-перли, још увек постоји много биопластичних микро-перлица које такође имају дуг животни циклус деградације слично као и уобичајена пластика.

### Секундарна микропластика
Секундарна пластика су мали комадићи пластике добијени распадом већих пластичних отпадака, како на мору тако и на копну. Временом, врхунац физичке, биолошке и хемо-фотодеградације, укључујући фотораспадање узроковано излагањем сунчевој светлости, може смањити структурни интегритет пластичних отпадака до величине која се на крају не може видети голим оком. Овај поступак разбијања великог пластичног материјала на много мање комаде познат је и као фрагментација. Сматра се да би микропластика могла даље да се разгради на мање комаде, мада је најмањи комад микропластике за који тренутно знамо у океанима пречника 1,6 микрометра. Постојање микропластике са неравним облицима сугерише да је фрагментација кључни извор.

### Остали извори: као нуспроизвод / емисија прашине током хабања
Постоји безброј извора и примарне и секундарне микропластике. Микропластична влакна улазе у околину након прања синтетичке одеће. Гуме, које су делом састављене од синтетичког стирол-бутадиенског каучука, еродираће у ситне честице пластике и гуме док се користе. Даље, 2.0-5.0 mm пластичне грануле, које се користе за израду других производа од пластике улазе у екосистеме због просипања и других несрећа. Извештај Норвешке агенције за животну средину о микропластици објављен почетком 2015. године  каже да би било корисно класификовати ове изворе као примарне, све док се микропластика из ових извора додаје из људског друштва на „почетку цеви“ и њихове емисије су инхерентно резултат употребе људског материјала и производа, а не секундарне дефрагментације у природи.

### Нанопластика
У зависности од дефиниције која се користи, нанопластика је мања од 1μm (тј. 1000 nm) или мањих од 100 nm величине. О постојању нанопластике у околини се расправља од откривања, а квантификација у еколошким матрицама остаје изазов. Спекулације о нанопластикама у окружењу крећу се од тога да је то привремени нуспродукт током фрагментације микропластике до невидљиве претње животној средини у потенцијално високим концентрацијама. Потврђено је присуство нанопластике у северноатлантском суптропском гиру, а недавна дешавања у Рамановој спектроскопији и инфрацрвеној (нано-ФТИР) технологији  обећавају одговоре у блиској будућности у погледу количине нанопластике у окружењу.
Сматра се да је нанопластика ризик за животну средину и здравље људи. Због мале величине, нанопластика може да пређе преко ћелијских мембрана и утиче на функционисање ћелија. Нанопластика је липофилна и модели показују да полиетиленске нанопластике могу бити уграђене у хидрофобно језгро липидних слојева. Такође, показано је да нанопластика прелази епителну мембрану риба и накупља се у разним органима, укључујући жучни мехур, панкреас и мозак. Мало се зна о штетним утицајима нанопластике на здравље организама, укључујући људе. Код зебрица, полистиренска нанопластика може изазвати пут реакције на стрес, мењајући ниво глукозе и кортизола, што је потенцијално везано за промене понашања у фазама стреса.

### Постројења за пречишћавање отпадних вода
Пречишћавање отпадних вода, такође познат као ППОВ, уклања загађиваче из отпадних вода, пре свега из канализације домаћинства, користећи разне физичке, хемијске и биолошке процесе. Већина фабрика у развијеним земљама има фазу примарне и секундарне обраде отпадних вода. У примарном стадијуму, користе се физички процеси за уклањање уља, песка и других чврстих честица помоћу класичних филтера, пречишћавача и талога. Секундарним третманом користе се биолошки процеси који укључују бактерије и протозое за разградњу органске материје. Уобичајене секундарне технологије су системи активног муља, филтри за дробљење и изграђена мочварна подручја . Необавезна фаза терцијарног третмана може да укључује процесе уклањања хранљивих материја (азота и фосфора) и дезинфекцију .
Микропластика је откривена и у фази примарне и секундарне обраде отпадних вода. Историјска студија из 1998. године сугерисала је да ће микропластична влакна бити стално присутна у муљу канализације и отпадним водама. Студија је проценила да се отприлике једна честица по литри микропластике испушта у околину, са ефикасношћу уклањања од око 99,9%. Студија из 2016. године показала је да се већина микропластике заправо уклања током фазе примарне обраде где се таложе у муљу или чврстом талогу. Када ова постројења за пречишћавање исправно функционишу, количина микропластике која доспе у океане и површинске воде из ППОВ-а није несразмерно велика.
Међутим, важно је напоменути да се у неким земљама талог из отпадних вода користи као ђубриво за тло и тако пластику у муљу излаже временским условима, сунчевој светлости и другим биолошким факторима, изазивајући фрагментацију. Као резултат тога, микропластика често завршава у кишници и на крају у површинским водама. Поред тога, нека истраживања показују да микропластика пролази процесе филтрације (Микропластика као загађивач, 2011). Према студији из Велике Британије, узорци узети са места одлагања муља из отпадних вода на обалама шест континената садржавали су у просеку једну честицу микропластике по литри. Значајна количина ових честица била је из влакна одеће отпадних вода из машина за прање веша.

### Гуме за аутомобиле и камионе
Коришћење и хабање гума значајно доприноси току (микро-) пластике. Процене емисије микропластике у околину у Данској су између 5,500 и 14 000 тона годишње. Секундарна микропластика (нпр. од аутомобилских и камионских гума или обуће) важнија је од примарне микропластике за два реда величине. Формирање микропластике од деградације већих пластичних маса у околини није обухваћено у студији.
Процењена емисија по глави становника креће се од 0,23 до 4,7 kg/год., са глобалним просеком 0,81 kg/год. Емисије из аутомобилских гума (100%) су знатно веће од емисија других извора микропластике, нпр. гуме за авионе (2%), вештачке трaва (12–50%), трошење кочница (8%) и ознаке на путу (5%). Емисије и путеви зависе од локалних фактора попут врсте пута или система канализације. Релативни допринос коришћења и хабања гума укупној глобалној количини пластике која завршава у нашим океанима процењује се на 5–10%. У ваздуху се процењује да се 3–7% честица (ПМ 2.5 ) састоји од трошења и хабања гума, што указује да доприносе глобалном здравственом оптерећењу загађења ваздуха које је пројектовала Светска здравствена организација (ВХО). Са 3 милиона смрти у 2012. години хабање такође улази даље у наш прехрамбени ланац, али потребна су даља истраживања за процену ризика по здравље људи.

### Козметичка индустрија
Неке компаније су природне састојке за пилинг замениле микропластиком, обично у облику „микро перлица “ или „микро ексфолијата“. Ови производи се обично састоје од полиетилена, уобичајене компоненте пластике, али могу се произвести и од полипропилена, полиетилен терефталата и најлона. Они се често налазе у пралицама за лице, сапунима за руке и другим средствима за личну негу; перле се обично оперу у канализацију одмах након употребе. Због њихове мале величине заслона за пречишћавање у постројењима за отпадне воде их не задржавају у потпуности, омогућавајући тако неким да уђу у реке и океане. У ствари, уређаји за пречишћавање отпадних вода само због свог малог дизајна уклањају просечно 95–99,9% микро-перлица. То оставља у просеку 0-7 микро-перлица по литру. Узимајући у обзир да једна пречишћавајућа направа испусти 160 билиона литара воде дневно, око 8 трилиона микроелемената се свакодневно испушта у водене путеве. Овај број не укључује талог канализације који се поново користи као ђубриво након прочишћавања отпадних вода за које се знало да још увек садрже ове микро-перлице.
Ово је проблем на нивоу домаћинства, јер је процењено да се у једном дану испразни око 808 билиона перли по домаћинству, било због козметичких пилинга, прања лица, пасте за зубе или других извора. Иако су се многе компаније обавезале да ће укинути употребу микро-перлица у својим производима, према истраживањима, постоји најмање 80 различитих производа за пилинг лица који се и даље продају са микро-перлицама као главном компонентом. Ово за последицу има 80 одливних тона микро-перлица годишње у Великој Британији, што има не само негативан утицај на ланац дивљих животиња и хране, већ и на ниво токсичности, јер је доказано да микро-перлице апсорбују опасне хемикалије попут пестициди и полициклички ароматски угљоводоници .

### Одећа
Студије  су показале да се многа синтетичка влакна, попут полиестера, најлона, акрила и спандекса, могу избацити из одеће и истрајати у околини. Сваки одевни предмет у гомили веша може да испрати више од 1.900 влакана микропластике, при чему флеке ослобађају највећи проценат влакана, преко 170% више од остале одеће. За просечно оптерећење од 6   кг, преко прања се може отпустити преко 700 000 влакана.
Произвођачи машина за прање веша такође су прегледали истраживање да ли филтери за веш машину могу да смање количину микрофибер влакана које треба да се третирају у уређајима за пречишћавање воде.
Откривено је да ова микро-влакна остају у прехрамбеном ланцу од зоопланктона до већих животиња попут китова. Примарно влакно које постоји у целој текстилној индустрији је полиестер, што је јефтина алтернатива памуку која се лако може произвести. Међутим, ове врсте влакана у великој мери доприносе постојању микропластике у копненим, ваздушним и морским екосистемима. Процес прања одеће узрокује да одећа изгуби у просеку преко 100 влакана по литри воде. Ово је повезано са здравственим ефектима који су вероватно узроковани ослобађањем мономера, дисперзивних боја, модуса и пластификатора из производње. Показано је да ова врста влакана у домаћинствима представља 33% свих влакана у затвореним срединама.
Текстилна влакна су проучавана у отвореном и у затвореном окружењу како би се одредила просечна изложеност људи. Установљено је да је унутрашња концентрација 1,0–60,0 влакана /m³, док је спољашња концентрација била знатно нижа на 0,3–1,5 влакана /m³. Стопа таложења у затвореном простору износила је 1586–11,130 влакана дневно /m³, што је око 190-670 влакана / mg прашине. Највећа забринутост због ових концентрација је да повећана изложеност деце и старијих особа, може имати штетне утицаје на здравље. 

### Производња
Производња пластичних производа користи грануле и мале перле од смоле као своју сировину. У Сједињеним Државама, производња је повећана са 2,9 милиона перли 1960. године на 21,7 милиона перли 1987. године.  Кроз случајно просипање током копненог или поморског транспорта, неприкладне употребе амбалаже и директног одлива из постројења за прераду, ове сировине могу ући у водене екосистеме. У процени шведских вода помоћу вредности 80 µm мрежа, КИМО Шведска пронашла је типичне концентрације микропластике од 150-2400 микропластика по м 3 ; у луци поред зграде за производњу пластике концентрација је била 102.000 по m³.
Многа индустријска места на којима се често користи сирова пластика налазе се у близини воде. Ако се током производње просипају, ови материјали улазе у околину и загађују пловне путеве. „У новије време, Операција Цлеансвеп, заједничка иницијатива Америчког савета за хемију и Друштва индустрије пластике, има за циљ да се индустрије обавежу да ће током свог пословања имати нула губитака перлица“. Све у свему, постоји значајан недостатак истраживања усмерених на одређене индустрије и компаније које доприносе загађењу микропластиком.

### Рибарска индустрија
Рекреативни и комерцијални риболов, морски бродови и морска индустрија су сви извори пластике који директно улазе у морско окружење, што представља опасност за биоте и као макропластику, и као секундарну микропластику након дуготрајне деградације. Морске крхотине посматране на плажама такође настају изливањем материјала који се превозе на обалним и океанским струјама. Риболовна опрема је облик пластичних отпадака с морског извора. Одбачена или изгубљена риболовна опрема, укључујући пластичну монофиламентну мрежу и најлонске мреже, обично је неутрално плутајућа и могу, дакле, плутати на различитим дубинама унутар океана. Разне земље су известиле да се микропластика из индустрије и других извора накупља у различитим врстама морских плодова. У Индонезији је 55% свих врста риба имало доказе о произведеним крхотинама сличним ономе у Америци који су пријавили 67%. Међутим, већина отпадака у Индонезији била је пластика, док су у Северној Америци већина била синтетичка влакна која се налазе у одећи и неким врстама мрежа. Последица чињенице да је риба контаминирана микропластиком је да ће се та пластика и њихове хемикалије биоакумулирати у ланцу исхране.
Једно истраживање анализирало је хемијски дериват пластикекиселину названу полибромирани дифенил етар (ПБДЕ) у кратким водама. Откривено је да једна четвртина птица има више бромиране конгенере који се природно не налазе у њиховом плену. Међутим, ПБДЕ је ушао у систем птица помоћу пластике која је пронађена у њиховим стомацима. Због тога се не само пластика преноси кроз прехрамбени ланац, већ и хемикалије из пластике.

### Паковање и отпрема
Бродови су значајно допринели загађењу мора. Неке статистике говоре да је 1970. године трговачка флота широм света избацила преко 23.000 тона пластичног отпада у мора. 1988. године, међународним споразумом ( МАРПОЛ 73/78, Анекс В) забрањено је одлагање отпада са бродова у морско окружење. У Сједињеним Државама, Закон о истраживању и контроли загађења морског пластике из 1987. забрањује испуштање пластике у море, укључујући и из морнаричких пловила. Међутим, брод и даље остаје доминантан извор пластичног загађења, доприносивши око 6,5 милиона тона пластике у раним 1990-има. Истраживање је показало да отприлике 10% пластике која се налази на плажама на Хавајима јесу пластичне перлице. У једном инциденту 24. јула 2012. године, 150 тона перлица и осталог сировог пластичног материјала просипало се са бродског брода крај обале у близини Хонг Конга, након велике олује. Извештава се да се овај отпад из кинеске компаније Синопец нагомилао у великим количинама на плажама. Иако се ради о великом инциденту изливања, истраживачи нагађају да се и мање несреће дешавају и додатно доприносе загађењу морским микропластикама.

### Пластичне боце за воду
У једном истраживању, 93% флаширане воде из 11 различитих марки показало је контаминацију микропластиком. По литру, истраживачи су пронашли у просеку 325 микропластичних честица. Од тестираних брендова, боце Нестле Пуре Лифе и Геролстеинер садржавале су највише микропластике са 930 и 807 микропластичних честица по литри (МПП / Л). Производи Сан Пеллегрино показали су најмање густине микропластике. У поређењу са водом из славина, вода из пластичних боца садржи двоструко више микропластике. Неке контаминације вероватно потичу из процеса флаширања и паковања воде.

## Потенцијални утицаји на животну средину
Према свеобухватном прегледу научних доказа који је објавио Механизам научних савета Европске уније 2019. године, микропластика је сада присутна у сваком делу окружења. Иако још нема доказа о раширеном еколошком ризику од микропластичног загађења, ризици ће се вероватно проширити у року од једног века ако се загађење настави тренутном брзином.
Учесници на Међународној истраживачкој радионици 2008. о настанку, ефектима и судбини микропластичних морских крхотина на Универзитету Вашингтон у Такоми  закључили су да је микропластика проблем у морском окружењу. Тврдњу су засновали на:
- документовано потврђена појава микропластике у морској средини,
- у дугом времену постојања ових честица (самим тим, њихова акумулација у будућности), и
- доказане употребе у исхрани морских организама.

До сада су се истраживања углавном фокусирала на веће пластичне предмете. Широко препознати проблеми с којима се суочава морски живот су запетљавање, гутање, гушење и опште исцрпљивање које често доводе до смрти и / или застоја. То изазива озбиљну забринутост јавности. Супротно томе, микропластика није толико упадљива, јер је мања од 5 mm и обично невидљива голим оком. Честице ове величине доступне су много ширем спектру врста, улазе у ланац исхране на дну, уграђују се у животињско ткиво и затим се откривају без помоћног визуелног прегледа.
Микропластика је откривена не само у морским већ и у слатководним системима на три континента (Европа, Северна Америка и Азија). Откривено је да су узорци прикупљени кроз 29 притока Великог језера из шест држава Сједињених Држава садржали пластичне честице, од којих је 98% било микропластика величине од 0,355 до 4,75 мм.

### Биолошка интеграција у организме
Микропластика може да се угради у животињско ткиво гутањем или дисањем. Показало се да су разне врсте аннелида, попут лисних глиста ( Ареницола марина ), уградиле микропластику у своје гастроинтестиналне трактове. За многе ракове, попут ракова на обали Карцинус маенас, виђено је да интегришу микропластику у своје респираторне и пробавне путеве.
Уз то, дно храњивих краставаца, као што су бентосни морски краставци, који су неселективни одстрањивачи хране и хране се отпадом на океанском дну, гутају велике количине седимента. Показано је да су четири врсте морског краставца ( Тхионелла геммате, Холотхуриа флоридана, Х. грисеа и Кукумариа фрондоса ) гутале између 2- и 20-пута више фрагмената ПВЦ-а и између 2- и 138-пута више фрагмената најлона (што више) као 517 влакана по организму) засновано на промерима зрна пластике-песка из сваког третмана седимената. Ови резултати сугеришу да појединци могу селективно гутати пластичне честице. Ово је у супротности са прихваћеном неселективном храњењем морских краставаца, а може се појавити у свим претпостављеним неселективним организмима када су изложени микропластиком.
Не могу само рибе и организми који живе слободно моћи гутати микропластику. Показано је да склералински кораљи, који су примарни градитељи гребена, у лабораторијским условима гутају микропластику. Иако ефекти гутања ових кораља нису проучавани, кораљи могу лако постати стресни и избељивати. Показано је да се микропластика лепи за спољну површину корала након излагања у лабораторији. Лепљење на спољашњем делу корала може потенцијално бити штетно, јер кораљи не могу да обраде седимент или било какве честице на својој спољашњости и отпуштају га излучивањем слузи, а троше енергију у процесу, повећавајући вероватноћу смртности.
Зоопланктон гута комаде микропластике (1,7–30,6 µм) и излучује фекалне материје контаминиране микропластиком. Упоредо са гутањем, микропластика се залепи за прилоге и егзоскелет зоопланктона. Зоопланктон, између осталих морских организама, троши микропластику јер емитује сличне хемикалије, посебно диметил сулфид, баш као што то чини и фитопланктон .   Пластика попут полиетилена високе густине (ХДПЕ), полиетилена ниске густине (ЛДПЕ) и полипропилена (ПП) производи мирисе диметил сулфида. Ове врсте пластике обично се налазе у пластичним кесама, посудама за складиштење хране и поклопцима боца.
Може проћи и 14 дана док микропластика прође кроз животињу (у поређењу са нормалним периодом варења од 2 дана), али уметање честица у шкрге животиња може у потпуности спречити њихово уклањање. Кад животиње натоварене микропластиком поједу предатори, микропластика се затим уграђује у тела хранитеља вишег трофичког нивоа. На пример, научници су известили о накупљању пластике у стомацима рибе фењера, које су мали додавачи филтера и главни плен за комерцијалне рибе попут туне и иглунг рибе . Микропластика такође апсорбује хемијске загађиваче који се могу пренети у ткива организма. Мале животиње су изложене ризику смањеног уноса хране због лажног засићења и резултирања изгладњивањем или другим физичким повредама микропластике.
Морски биолози 2017. открили су да су три четвртине подводне морске траве у атолу Турнефе крај обале Белизеа залепљена микропластична влакна, крхотине и перлице. Комадиће пластике прерасли су епибионти (организми који се природно залепе за морску траву). Морска трава је део екосистема баријерског гребена, а храни рибу папагаја коју људи поједу. Ова открића, објављена у Билтену о загађењу мора, могу бити „прво откриће микропластике на воденим васкуларним биљкама ... [и] тек друго откриће микропластике у морском животу биљака било где у свету“.
Студија урађена на аргентинској обали ушћа реке Рио де ла Плата утврдила је присуство микропластике у цревима 11 врста обалних слатководних риба. Ови 11 врста риба представља четири различите навике у исхрани: детритиворе, планктиворе, Омниворе и рибоједе . Ова студија једна је од ретких до сада која показује унос микропластике слатководним организмима.
У 2019. години пријављени су први европски записи микропластичних предмета са садржајем стомака водоземаца, који су уједно и први докази за репате водоземце широм света, у примерцима заједничког европског трија ( Тритурус карнифекс), наглашавајући да је питање пластике у настајању претња чак и у удаљеним окружењима велике висине.
Нису оштећене само водене животиње. Микропластика може зауставити раст биљака и глиста .

#### Људи
Риба је значајан извор протеина за људску популацију, и чини 6,1% целокупних протеина који се у свету конзумира у 2007. години. Микропластика коју риба и ракови гутају могу људи да конзумирају као крај ланца исхране . Многи истраживачи су пронашли доказе да су та влакна постала хемијски повезана са металима, поликлорираним бифенилима и другим токсичним загађивачима док су у води. Мицропластик-метал комплекс тада може ући у људе путем потрошње.
Примарна брига о људском здрављу у вези са микропластиком је више усмерена на различите токсичне и канцерогене хемикалије које се користе за израду ове пластике и њиховог састава. Такође се сматра да микропластика може деловати као вектор за патогене и за тешке метале. Тачније, труднице су посебно у опасности да роде мушку децу са рођеним манама мушке деце као што су аногенитална удаљеност, ширина пениса и силазак тестиса. Ово долази од излагања фталатима и ДЕХП метаболитима који ометају развој мушког репродуктивног тракта.
БПА је супстанца која се користи за стврдњавање пластике што такође може изазвати широк спектар поремећаја. Кардиоваскуларне болести, дијабетес типа 2 и абнормалности у јетреним ензимима су неколико поремећаја који могу настати због чак и мале изложености овој хемикалији. Иако су ови ефекти много шире проучавани од осталих врста пластике, она се и даље користи у производњи много одеће (полиестера). 
Ватроотпорно средство названо Тетрабромобисфенол А (ТББПА) користи се у многим различитим врстама пластике, попут оне у микроциркама. Ова хемикалија је повезана са поремећајем у равнотежи хормона штине жлезде, функцији хипофизе и неплодности код лабораторијских пацова. На ТББПА утиче ендокрини систем због поремећаја природних функција Т3 са нуклеарном суспензијом хипофизе и штитне жлезде. 
Многи људи могу очекивати да ће у горе поменутим изворима свакодневно контактирати различите врсте микропластике (види изворе). Међутим, просечан грађанин је изложен микропластикама кроз различите врсте хране укључене у уобичајену исхрану. Извештај „Људска потрошња микропластике“ помиње да просечан човек поједе најмање 50 000 микропластичних честица годишње и удише у сличној количини. На пример, истраживачи у Кини тестирали су три врсте узорака соли доступне у супермаркетима и открили присутност микропластике у свима њима. Морска со има највећу количину микропластике у поређењу с језерном соли и каменом соли. Откривено је и да морска со и камена со, које се у Шпанији најчешће коришћене кухињске соли, садрже микропластику. Најчешћа врста микропластике пронађена у обе ове студије био је полиетилен терефталат (ПЕТ).
Пример биоакумулације у ланцу хране који доводи до изложености људи било је испитивање узорака ткива шкољки да би се приближила концентрација микропластике. Студија је екстраполирала да би просечан грађанин могао бити изложен 123 честице микропластике годишње по глави становника кроз потрошњу шкољки. Узимајући у обзир различите исхране, такође је процењено да микропластична изложеност може порасти на 4.620 честица / по / становнику у земљама са већом потрошњом шкољкаша. Људи су у просеку изложени микропластикама више у прашини у домаћинству него конзумирањем шкољки.
Студија из 2018. године спроведена на осам појединаца из Европе и Јапана први пут је пронашла микропластику у људском измету. Сви су учесници били позитивни на најмање једну врсту микропластике након што су сви појели храну замотану пластиком и пили воду из пластичних боца, док је шест јело морску храну. Међутим, примећено је да је студија била малих димензија, прелиминарна и није могла да открије право порекло пластичних честица.
Према свеобухватном прегледу научних доказа који је објавио Механизам научних савета Европске уније 2019. године, „мало се зна у вези с ризицима нано- и микропластике по здравље људи, а оно што је познато окружено је великом неизвесношћу“. Аутори прегледа идентификују главна ограничења као квалитет или методологију досадашњег истраживања. Будући да је „отров у дози“, преглед закључује да „постоји потреба за разумевањем потенцијалних начина токсичности за различите НМП комбинације величине и облика у пажљиво одабраним људским моделима, пре снажних закључака о„ стварним “људским ризицима “.

### Пловност
Отприлике половина пластичног материјала унесеног у морско окружење је пловна, али прљавштина организама може проузроковати да пластични остаци потону на морско дно, где могу ометати врсте седимента и седименталне процене размене гаса. Неколико фактора доприноси узгоју микропластике, укључујући густину пластике од које је састављен као и величину и облик самих микропластичних фрагмената. Микропластика такође може формирати пловљив слој биофилма на површини океана. Промене узгона у односу на гутање микропластике јасно су уочене код аутотрофа јер апсорпција може ометати фотосинтезу и касније гасове. Међутим, ово питање је од веће важности за веће пластичне отпатке. 
| Тип пластике                 | Скраћеница | Густина (г / цм 3 ) |
| Полистирен                   | ПС         | 1.04-1.08           |
| Експандирани полистирен      | ЕПС        | 0.01-0.04           |
| Полиетилен ниске густине     | ЛДПЕ       | 0.94-0.98           |
| Полиетилена високе густине   | ХДПЕ       | 0.94-0.98           |
| Полиамид                     | ПА         | 1.13-1.16           |
| Полипропилен                 | ПП         | 0.85-0.92           |
| Акрилонитрил бутадиен стирен | АБС        | 1.04-1.06           |
| Политетрафлуороетилен        | ПТФЕ       | 2.10-2.30           |
| Целулоза ацетат              | ЦА         | 1.30                |
| Поликарбонат                 | ПЦ         | 1.20-1.22           |
| Полиметил метакрилат         | ПММА       | 1.16-1.20           |
| Поливинил хлорид             | ПВЦ        | 1.38-1.41           |
| Полиетилен терефталат        | ПЕТ        | 1.38-1.41           |

Океан Консерванци је известио да Кина, Индонезија, Филипини, Тајланд и Вијетнам бацају више пластике у море него све остале земље заједно. Иако се расправља о томе колико је микропластике у светским океанима, процена је 2015. била између 93 и 236 хиљада метричких тона микропластике у светским океанима; процењено је да је у 2018. достигла 270 хиљада тона,

### Постојани органски загађивачи
Честице из пластике могу високо концентрисати и транспортовати синтетичка органска једињења (нпр. Постојане органске загађиваче, ПОП-ове), која су обично присутна у окружењу и околној морској води, на њиховој површини адсорпцијом . Микропластика може деловати као носилац за преношење ПОП из окружења у организме.
Адитиви који се додају пластици током производње могу исцурети, и тако озбиљно наштетити организму. Ендокрини поремећаји пластичних адитива могу да утичу на репродуктивно здравље људи и дивљих животиња.
Пластика, полимери добијени из минералних уља су практично неразградиви .  Међутим, у развоју су природни полимери који се могу обновити и који се могу користити за производњу биоразградивих материјала сличних онима који су добијени из полимера на бази уља. 

## Где се налази микропластика

### Океани
Студија дистрибуције пластичних остатака источног Тихог океана помаже да се илуструје како концентрација пластике у океану расте. Иако студија признаје да су потребна додатна истраживања како би се предвидели трендови концентрације пластике у океану, коришћењем података о површинској концентрацији пластике (комадићи пластике км −2 ) 1972-1985. Н = 60 и 2002-2012 н = 457 у истој пластичној акумулационој зони, пронашли су средњи пораст концентрације пластике између два скупа података, укључујући 10-пута повећање од 18.160 до 189.800 комада пластике км −2 . Иако се ова студија заснива на подацима површинске концентрације пластике, а не посебно микропластике, додатним истраживањем је утврђено да микропластика чини 92% пластичних остатака на површини океана, што додаје контекст овој студији.

### Слатководни екосистеми
Иако је само неколико студија микропластике у слатководним екосистемима, микропластика се све више открива у воденим срединама света. Прво истраживање микропластике у слатководним екосистемима објављено је 2011. године и пронашло је у просеку 37,8 фрагмената по квадратном метру узорака седимента језера Хурон. Поред тога, студије су установиле да је МП (микропластика) присутана у свим Великим језерима са просечном концентрацијом од 43 000 МП честица км −2 . Микропластика је такође откривена у слатководним екосистемима ван Сједињених Држава. Највећа концентрација микропластике икада откривена у проучаваном слатководном екосистему забележена је у реци Рајна, са честицама од 4000 МП кг −1 .

### Морска окружења
Због своје свеприсутности у окружењу, микропластика је распрострањена међу различитим матрицама. У морском окружењу микропластика је забележена на пешчаним плажама, површинским водама, воденом стубу и дубоком морском седименту. Доласком у морска окружења, судбина микропластике подлијеже покретачима који се природно јављају, попут вјетрова и површинских океанских струја. Нумерички модели су у стању да прате мале пластичне остатке (микро- и мезопластика) који лебде у океану , предвиђајући тако њихову судбину.

### Тло
Очекује се да ће знатан део микропластике завршити на светском тлу, али врло је мало истраживања спроведено на микропластикама у земљишту. Постоје неке спекулације да би влакнаста секундарна микропластика из машина за прање веша могла завршити у тлу услед немогућности уређаја за прераду воде да потпуно филтрирају сва микропластична влакна. Даље, фауна земље, попут глиста, гриња и сакупљача, могла би допринети количини секундарне микропластике присутне у тлу претварањем потрошених пластичних отпадака у микропластику путем пробавних процеса. Међутим, потребна су даља истраживања. Постоје конкретни подаци који повезују употребу органских отпадних материја са која се налазе у земљишту; али већина студија пластике у тлу само извештава о њеном присуству и не помиње порекло или количину.

### Ваздух
Откривена је микропластика у атмосфери, како и унутра и на отвореном. Студија из 2017. утврдила је концентрацију микровлакана у ваздуху у унутрашњости између 1,0–60,0 микрофибре по кубном метру (од којих је 33% микропластика). Друго истраживање бавило се микропластиком у уличној прашини Техерана и открило је 2649 честица микропластике у року од 10 узорака уличне прашине, у концентрацији узорака од 83 честице - 605 честица (+/- 10) на 30,0 г уличне прашине. У узорцима снега пронађени су и микропластика и микро-влакна. Међутим, попут слатководних екосистема и тла, потребно је још студија да би се разумео пуни утицај и значај микропластике у ваздуху.

## Предложена решења
Неки истраживачи су предложили спаљивање пластике да би је користили као енергију, што је познато и као опоравак енергије. За разлику од губитка енергије из пластике у атмосфери на депонијама, овај процес неке од пластике враћа у енергију која се може користити. Међутим, за разлику од рециклирања, ова метода не смањује количину пластичног материјала који се произведе. Стога се рециклирање пластике сматра ефикаснијим решењем.
Повећање образовања путем кампања за рециклажу је још једно предложено решење за микропластичну контаминацију. Иако би ово било решење мањег обима, показало се да образовање смањује отпад, посебно у урбаним срединама где су често велике концентрације пластичног отпада. Ако се појачају напори за рециклажу, створио би се циклус употребе и поновне употребе пластике како би се смањила производња отпада и производња нових сировина. Да би се то постигло, државе би требале да користе снажнију инфраструктуру и улагања око рециклирања. Неки се залажу за побољшање технологије рециклаже како би се могла рециклирати мања пластика и тако се смањила потреба за производњом нове пластике.
Биоразградња је још једно могуће решење великих количина микропластичног отпада. При том процесу микроорганизми троше и разграђују синтетичке полимере помоћу ензима. Ове пластике се затим могу користити у облику енергије и као извор угљеника када се једном разграде. Микроби би се потенцијално могли користити за пречишћавање отпадних вода канализације, што би смањило количину микропластике која излази у околна окружења.

## Политика и законодавство
Са повећањем свести о штетним утицајима микропластике на животну средину, групе се сада залажу за уклањање и забрану микропластике из различитих производа. Једна од таквих кампања је „Беат тхе Мицробеад“ која се фокусира на уклањање пластике са производа за личну негу. Авантуристи и научници за очување воде Глобалну иницијативу за микропластику, пројекат прикупљања узорака воде како би научници добили боље податке о микропластичној дисперзији у окружењу. УНЕСЦО је спонзорисао програме истраживања и глобалне процене због прекограничног питања које загађење микропластиком представља. Ове групе за заштиту животне средине вршиће притисак на компаније да уклоне пластику из својих производа да би одржале здраве екосистеме.

### Кина
Кина је 2018. забранила увоз рециклажних материјала из других земаља, приморавши те остале земље да преиспитају своје схеме рециклирања.  Река Јангце у Кини доприноси 55% свих пластичног отпада који иде у мора.  Укључујући микропластику, Иангтзе носи у просеку 500.000 комада пластике по квадратном километру. Сциентифиц Америцан известио је да Кина избацује 30% све пластике у океан.

### Америка
У САД су неке државе предузеле мере за ублажавање негативних утицаја микропластике на животну средину. Илиноис је била прва америчка држава која је забранила козметику која садржи микропластику. На националном нивоу, Закон о водама без микроба из 2015. донесен је након што га је 28. децембра 2015. године потписао председник Барак Обама . Закон забрањује "испирање" козметичких производа који обављају пилинг функцију, попут пасте за зубе или прања лица. Не односи се на остале производе као што су средства за чишћење у домаћинству. Акт је ступио на снагу 1. јула 2017. у погледу производње и 1. јула 2018. у погледу увођења или испоруке за увођење у међудржавну трговину.
Дана 25. јула 2018. амерички Представнички дом усвојио је амандман за смањење микропластике. Законодавство, као део Закона „Сачувај наша мора“ намењеног борби против загађења мора, има за циљ да подржи НОАА-ин програм морског отпада. Амандман је посебно усмерен ка промовисању Акционог плана за морски отпад на копну НОАА на великим језерима ради повећања испитивања, чишћења и образовања око пластичног загађења у Великим језерима. Председник Доналд Трумп потписао је предлог закона о поновној ауторизацији и изменама и допунама који ступа на снагу 11. октобра 2018. године.

### Јапан
Јапанска влада је 15. јуна 2018. године усвојила закон са циљем да смањи производњу микропластике и загађење, посебно у воденим срединама. Предложено од стране Министарства заштите животне средине и једногласно усвојено од стране Горњег дома, ово је уједно и први рачун који је усвојен у Јапану и који је посебно усмерен на смањење производње микропластике, посебно у индустрији личне неге са производима као што су прање лица и паста за зубе. Овај закон је ревидиран из претходног законодавства, које се фокусирало на уклањање пластичних морских отпадака. Такође се фокусира на повећање образовања и подизање свести о рециклирању и пластичном отпаду. Министарство заштите животне средине је такође предложило низ препорука за методе праћења микропластичних количина у океану (Препоруке, 2018). Међутим, законодавство не предвиђа никакве казне за оне који наставе производити производе од микропластике.

### Европска унија
Европска комисија је приметила повећану забринутост због утицаја микропластике на животну средину. У априлу 2018. године, група главних научних саветника Европске комисије наручила је свеобухватни преглед научних доказа о загађењу микропластиком путем Механизма научних савета ЕУ . Преглед доказа извршила је радна група коју су именовале европске академије, а достављен је у јануару 2019. Научно мишљење засновано на извештају САПЕА-е представљено је Комисији 2019. године, на основу којег ће Комисија размотрити да ли треба предложити промене политике на европском нивоу како би се сузбило загађење микропластиком.
У јануару 2019. Европска агенција за хемикалије (ЕЦХА) предложила је ограничење намерно додаване микропластике.

### Велика Британија
Прописи о заштити животне средине (Мицробеадс) (Енглеска) 2017. забрањују производњу било којих средстава за личну негу за испирање (попут ексфолијаната) која садрже микро-перлице. Овај посебни закон означава посебне казне када се не поштују. Они који то не испуне дужни су платити казну. У случају да се не плати новчана казна, произвођачи производа могу примити обавештење о заустављању, што спречава произвођача да настави производњу све док не поштује прописе који спречавају употребу микро-куглица. Кривични поступак може се догодити ако се игнорисање заустављања занемари.

## Акција за стварање свести
Дана 11. априла 2013. године, да би створила свест, уметница Марија Кристина Финуци основала је Стање закрпа за смеће  под покровитељством УНЕСЦО- а и италијанског Министарства заштите животне средине.
Америчка Агенција за заштиту животне средине (ЕПА) покренула је 2013. године своју иницијативу „Воде без смећа“ да спречи да пластични отпад једнократне употребе заврши у водним путовима и на крају у океану. ЕПА сарађује са Програмом Уједињених нација за животну средину - Карипским програмом заштите животне средине (УНЕП-ЦЕП) и Мировним корпусом ради смањења и уклањања смећа у Карипском мору . ЕПА је такође финансирала различите пројекте у области залива Сан Франциско, укључујући онај чији је циљ смањење употребе пластике за једнократну употребу, попут шољица за једнократну употребу, кашике и сламке, из три кампуса на Универзитету у Калифорнији .
Поред тога, постоје многе организације које се залажу за борбу против микропластике и која шири микропластичну свест. Једна таква група је Флорида Мицропластиц Аваренесс Пројецт (ФМАП), група волонтера који претражују микропластику у узорцима обалне воде.

## Поспремити
Компјутерско моделирање, које је урадила холандска фондација Океан Кленап, сугерише да би прикупљање уређаја постављених ближе обалама могло да уклони око 31% микропластике у том подручју. Поред тога, неке бактерије су се развиле да једу пластику, а неке врсте бактерија генетски су модификоване да би јеле (одређене врсте) пластике.
Дана 9. септембра 2018. компанија Океан Кленап лансирала је први светски систем за чишћење океана, 001 под називом „Вилсон“, који се поставља у Велику пацифичку хрпу смећа. Систем 001 дугачак је 600 метара и делује као слој у облику латиничног слова У,користи природне океанске струје за концентрисање пластике и других отпадака на океанску површину у ограничено подручје за вађење из бродова. Пројекат је наишао на критике океанографа и стручњака за загађење пластиком, иако је имао широку подршку јавности.